# Phyllogomphoides spiniventris
Phyllogomphoides spiniventris – gatunek ważki z rodziny gadziogłówkowatych (Gomphidae). Występuje na terenie Ameryki Południowej.